# Lijst van voetbalinterlands Cuba - Turks- en Caicoseilanden
Deze lijst van voetbalinterlands is een overzicht van alle officiële voetbalwedstrijden tussen de nationale teams van Cuba en de Turks- en Caicoseilanden. De landen speelden tot op heden twee keer tegen elkaar. De eerste ontmoeting, een kwalificatiewedstrijd voor de Caribbean Cup 2007, werd gespeeld in Havana op 2 september 2006. Het laatste duel, een kwalificatiewedstrijd voor de CONCACAF Nations League 2019/20, vond plaats op 8 september in de Cubaanse hoofdstad.

## Wedstrijden
| № | Plaats | Datum            | Competitie                                   | Wedstrijd                   | Uitslag |
| - | ------ | ---------------- | -------------------------------------------- | --------------------------- | ------- |
| 1 | Havana | 2 september 2006 | Caribbean Cup 2007 kwalificatie              | Cuba – Turks- en Caicoseil. | 6 – 0   |
| 2 | Havana | 8 september 2018 | CONCACAF Nations League 2019/20 kwalificatie | Cuba − Turks- en Caicoseil. | 11 − 0  |

## Samenvatting
| Competitie                           | Totaal gespeeld | Winst Cuba | Gelijk | Winst Turks- en Caicoseil. | Doelsaldo Cuba – Turks- en Caicoseil. |
| ------------------------------------ | --------------- | ---------- | ------ | -------------------------- | ------------------------------------- |
| CONCACAF Nations League-kwalificatie | 1               | 1          | 0      | 0                          | 11 − 0                                |
| Caribbean Cup kwalificatie           | 1               | 1          | 0      | 0                          | 6 − 0                                 |
| Totaal                               | 2               | 2          | 0      | 0                          | 17 − 0                                |

Wedstrijden bepaald door strafschoppen worden, in lijn met de FIFA, als een gelijkspel gerekend.
AFC · A-internationals · Bondscoaches · Cubaans vrouwenelftal · Cuba U21 · Cuba U20 · Cuba U19 · Cuba U18 · Cuba U17
1920 – 1949 ·
1950 – 1969 ·
1970 – 1979 ·
1980 – 1989 ·
1990 – 1999 ·
2000 – 2009 ·
2010 – 2019 ·
2020 − 2029
WK 1938
OS 1976 ·
OS 1980
Albanië ·
Algerije ·
Angola ·
Antigua en Barbuda ·
Aruba ·
Bahama's ·
Barbados ·
Belize ·
Bermuda ·
Bolivia ·
Britse Maagdeneilanden ·
Bulgarije ·
Canada ·
Chili ·
China ·
Colombia ·
Costa Rica ·
Curaçao ·
DDR ·
Dominica ·
Dominicaanse Republiek ·
Ecuador ·
El Salvador ·
Ghana ·
Grenada ·
Guatemala ·
Guyana ·
Haïti ·
Honduras ·
Indonesië ·
Jamaica ·
Kaaimaneilanden ·
Kameroen ·
Mexico ·
Nicaragua ·
Nederlandse Antillen ·
Panama ·
Puerto Rico ·
Roemenië ·
Saint Kitts en Nevis ·
Saint Lucia ·
Saint Vincent en de Grenadines ·
Suriname ·
Trinidad en Tobago ·
Turks en Caicoseilanden ·
Uruguay ·
Venezuela ·
Verenigde Staten ·
Zuid-Korea ·
Zweden
TCIFA · 
A-internationals · 
Vrouwenelftal van de Turks- en Caicoseilanden
1990 – 1999 · 
2000 – 2009 · 
2010 – 2019 ·
2020 − 2029
1999 · 
2000 · 
2001 · 
2002 · 
2003 · 
2004 · 
2005 · 
2006 · 
2007 · 
2008 · 
2009 · 
2010 · 
2011 · 
2014 ·
2018 ·
2019 ·
2020 ·
2021 ·
2022 ·
2023 ·
2024
Amerikaanse Maagdeneilanden ·
Anguilla ·
Aruba ·
Bahama's ·
Belize ·
Britse Maagdeneilanden ·
Cuba ·
Dominica ·
Dominicaanse Republiek ·
Guyana ·
Haïti ·
Kaaimaneilanden ·
Nicaragua ·
Saint Kitts en Nevis ·
Saint Lucia ·
Saint Vincent en de Grenadines